# Шилепницький Іван Орестович
Шилепницький Іван Орестович (нар. 20 жовтня 1948, Лужани, Чернівецька область) — український державний і політичний діяч, колишній голова Чернівецької облради.

## Біографія
Народився 20 жовтня 1948 року у селі Лужани Кіцманського району, Чернівецької області.

### Освіта
З 1955 по 1963 рік навчався у Лужанській середній школі, середню освіту здобував у Чернівецькому індустріальному технікумі за фахом технік-технолог, спеціальність «Обробка металів різанням». У 1975 році закінчив економічний факультет Чернівецького національного університету ім. Ю. Федьковича за фахом економіст, спеціальність «Економіка праці». З 1981 по 1983 рік навчався у Вищій партійній школі при ЦК КПУ (м. Київ).
Кандидат економічних наук (з 2003). Дисертація «Економіко-екологічні основи відтворення родючості та охорони еродованих земель» (Інститут економіки НАН України, 2002).
Автор низки наукових праць.[джерело?]

### Діяльність
З 1978 року — голова Кіцманського райвиконкому. Згодом працював на посадах інструктора, другого та першого секретаря Заставнівського райкому КПУ. У 1990 році призначений першим заступником голови — начальником планово-економічного управління Чернівецького облвиконкому. У квітні 1992 року призначений представником Президента у Кіцманському районі. З 1994 по 1995 — голова Кіцманської районної ради. З 1995 по 1998 — голова Кіцманської райдержадміністрації. У 1998–2000 рр. — член Конгресу місцевої та регіональної влади Ради Європи. З 1998 по 2002 і з 2006 по 2010 — голова Чернівецької обласної ради.
Депутат Чернівецької обласної ради з 1990 року. У жовтні 2010 року став депутатом облради від партії ВО «Батьківщина». У січні 2011 року був виключений з партії «за зраду партії і виборців, спільне голосування з „регіоналами“ під час обрання голови Чернівецької обласної ради».

## Нагороди
- Медаль «За доблесну працю. На ознаменування 100-річчя з дня народження Володимира Ілліча Леніна» (1970)
- Грамота Верховної Ради України (2001)
- Почесна грамота Кабінету Міністрів України (2006).